# ビジネス・キャリア検定試験
ビジネス・キャリア検定試験とは、企業の職務遂行に必要な実務能力を評価するために、企業実務に即した専門的知識・能力を客観的に評価する試験である。略称はビジキャリ。中央職業能力開発協会が試験を実施する。

## 沿革
1993年（平成5年）に、当時の労働省（現: 厚生労働省）はビジネス・キャリア制度を発足させた。この制度は、事務系職業の労働者に求められる能力の高度化に対処するために、段階的・計画的に自らの職業能力の習得を支援し、キャリアアップのための職業能力の客観的な証明を行うことを目的としている。この制度のもとで、1994年（平成6年）度から2006年（平成18年）度まで、厚生労働大臣認定講座修了者等を対象にした「教育訓練の成果確認試験」としてビジネス・キャリア試験（ユニット試験（初級、中級）、マスター試験（上級））が実施されてきた。
2007年（平成19年）8月1日からは、能力評価機能を高めるために見直しを行い、新たに「ビジネス・キャリア検定試験」として第1回の試験受付を開始した。この試験では、企業の人材マネジメント、またビジネス・パーソンのキャリアアップに役に立てるよう、旧ビジネス・キャリア試験単位のユニットを企業の職務内容に対応して大括り化し、職務遂行に必要な実務能力を評価するために、試験問題を質量ともに拡充するなど、従来にも増してより企業実務に即した専門的知識・能力を客観的に評価できる。

## 試験区分（2016年4月現在）
ビジネス・キャリア検定試験は、事務系の職業についての職務を全て網羅し、職務・能力レベルに応じて体系化した区分（45単位）ごとに、それぞれの職務に必要な専門的知識について、単に専門知識を知っているか否かではなく、「実務に応用できるか」という視点から行われる。
- 人事・人材開発・労務管理
  - 1級：人事・人材開発・労務管理
  - 2級：人事・人材開発　／　労務管理
  - 3級：人事・人材開発　／　労務管理
- 企業法務・総務
  - 2級：企業法務（組織法務）　／　企業法務（取引法務）　／　総務
  - 3級：企業法務　／　総務
- 経理・財務管理
  - 2級：経理　／　財務管理（財務管理・管理会計）
  - 3級：経理（簿記・財務諸表）　／　経理（原価計算）　／　財務管理
- 営業・マーケティング
  - 1級：営業・マーケティング
  - 2級：営業　／　マーケティング
  - 3級：営業　／　マーケティング
- 生産管理
  - 2級：生産管理プランニング（製品企画・設計監理）　／　生産管理プラニング（生産システム・生産計画　加工型・組立型） ／　生産管理プラニン（生産システム・生産計画　プロセス型）  ／　生産管理オペレーション（作業・工程・設備管理））　／　生産管理オペレーション（購買・物流・在庫管理）
  - 3級：生産管理プランニング　／　生産管理オペレーション
  - BASIC級：生産管理

- ロジスティックス
  - 2級：ロジスティクス管理　／　ロジスティクス・オペレーション
  - 3級：ロジスティクス管理　／　ロジスティクス・オペレーション
  - BASIC級：ロジスティクス
- 経営情報システム
  - 1級：経営情報システム
  - 2級：経営情報システム（情報化企画）　／　経営情報システム（情報化活用）
  - 3級：経営情報システム
- 経営戦略
  - 2級：経営戦略
  - 3級：経営戦略

以上のように、分野・部門別に細区分されていることから、企業としては職業能力評価等に採用しやすく、労働者としては職務遂行能力の証明等として使うことができる。また、経理2級（税務会計）及びマーケティング2級（流通・サービス業）は廃止された。

## 等級及び試験内容

### BASIC級
- 仕事を行ううえで前提となる基本的知識を基に仕事の全体像が把握でき、職場での円滑なコミュニケーションを図ることができる（例えば、就職して間もない人、内定者、就職希望者、学生）。
- 出題形式: 真偽形式問題70問（○✕問題）
- 試験時間: 60分
- 受験資格: 受験制限なし。

### 3級
- 職務全般に関する幅広い専門知識を基に、担当者として上司の指示･助言を踏まえ、自ら問題意識を持ち定型的業務を確実に遂行することができる（例えば、係長・リーダー等を目指す人、または担当職務を的確に遂行できることを目指す人）。
- 出題形式: 多肢選択問題40問（4肢択一）
- 試験時間: 110分
- 受験資格: 受験制限なし。

### 2級
- 職務に関連する幅広い総合的な専門知識を基に、グループやチームの中心メンバーとして、創意工夫を凝らし、自主的な判断･改善･提案を行いながら業務を遂行することができる（例えば、課長・マネージャー等を目指す人、またはシニア・スタッフ）。
- 出題形式: 多肢選択問題40問（5肢択一、一部事例等に基づく実践的応用問題を含む）
- 試験時間: 110分
- 受験資格: 受験制限なし

### 1級
- 企業全体の戦略の実現のための課題を創造し、求める目的に向かって効果的・効率的に働くために、一定の専門分野の知識及びその応用力を活用して、資源を統合し、調整することができる（例えば、部門長、ディレクター相当職を目指す人）。
- 出題形式: 論述式問題3問
- 試験時間: 150分
- 受験資格: 受験制限なし

## 合格基準
- 得点率　1～3級：概ね60%以上、BASIC級：概ね70%以上

## 試験日程
試験は1年に2回で、前期と後期に分かれている。
前期
受検申請：4月中旬～7月下旬　試験日：10月上旬
後期
受検申請：10月上旬～12月中旬　試験日：2月中旬